# 许谒
許谒（前1世纪？—前18年），許姓，昌邑（今山东省金乡县）人。中國西漢時期皇族女性，為妹妹是漢成帝第一任皇后孝成許皇后。
許谒是許延壽之孙，許嘉的长女。許延壽是漢宣帝皇后許平君的三叔。許平君的儿子漢元帝將許谒的妹妹許配給皇太子劉骜爲太子妃。前33年元帝去世，太子劉驁繼位，是為漢成帝，太子妃成爲皇后。許谒嫁给漢宣帝第三任皇后孝宣王皇后的侄子安平剛侯王章。許谒为安平剛侯夫人。許皇后失寵，鴻嘉三年（前18年），許謁詛咒宮中怀孕的王美人和汉成帝的舅父王鳳，被人察覺，太后王政君大怒，誅殺許謁，許皇后被廢。